# Love Grows (Where My Rosemary Goes)
Love Grows (Where my Rosemary Goes), låt inspelad av gruppen Edison Lighthouse och var en hit som toppade den brittiska singellistan 27 januari 1970. I USA låg den som bäst på femte plats på poplistan. Låten är skriven av Tony Macauley och Barry Mason. Ledsångare på låten är Tony Burrows.
Låten "The Worrying Kind" med The Ark som vann melodifestivalen 2007 har blivit anklagad för att vara ett plagiat på Love Grows...  men det har inte blivit något rättsligt efterspel. 

## Coverversioner
- Anni-Frid Lyngstad spelade 1970 in en cover med text på svenska av Olle Bergman som heter "Där du går lämnar kärleken spår" [2], en text med vilken låten 2010 även tolkades av det svenska dansbandet Drifters på albumet Stanna hos mig [3].
- Jigs spelade 1972 in en cover med text på svenska som heter "Sån är min värld" .
- 1995 spelade det svenska dansbandet "Distance" (senare "Frida & dansbandet") in sången med text på svenska, som "När du ler" [4].

## I media
- Den fanns med i slutet på filmen Min stora kärlek.
- Den var musikaliskt tema till filmen Min första kärlek.
- Den var med i ett avsnittet under femte säsongen av Sopranos.
- Låten nämns av K-Billy i Quentin Tarantinos De hänsynslösa

## Listplaceringar
| Lista (1970)   | Topplacering          |
| -------------- | --------------------- |
| Australien     | 1 (Go Set)            |
| Danmark        | 3 (DR "Top Ti")       |
| Finland        | 36                    |
| Flandern       | 17                    |
| Irland         | 1                     |
| Kanada         | 3                     |
| Nederländerna  | 13                    |
| Norge          | 7                     |
| Nya Zeeland    | 1 (NZ Listner)        |
| Storbritannien | 1                     |
| Sverige        | 1 (Kvällstoppen)      |
| Sverige        | 1 (Tio i topp)        |
| Sydafrika      | 3 (Springbook Radio)  |
| USA            | 5 (Billboard Hot 100) |
| Vallonien      | 48                    |
| Västtyskland   | 8                     |

### Fotnoter
1. ↑  Expressen 21 februari 2007 - The Ark stal min låt
2. ↑  Information i Svensk mediedatabas.
3. ↑  Information i Svensk mediedatabas.
4. ↑  Information i Svensk mediedatabas.
5. ↑  ”Listplacering”. https://gosetcharts.com/1970/19700411.html. Läst 18 april 2021.
6. ↑  ”Hejmdal, Ung 70, Listplacering”. https://www2.statsbiblioteket.dk/mediestream/avis/record/doms_aviser_page%3Auuid%3A103e569e-60b1-4870-b8eb-551ba9599cec/query/hejmdal/page/doms_aviser_page%3Auuid%3A0a429abc-90e6-4424-ac83-c7812f234dd6. Läst 18 april 2021.
7. ↑  ”Listplacering”. http://suomenlistalevyt.blogspot.com/2015/08/e-ela.html. Läst 18 april 2021.
8. ↑  ”Listplacering”. https://www.ultratop.be/nl/song/4fc7/Edison-Lighthouse-Love-Grows-(Where-My-Rosemary-Goes). Läst 18 april 2021.
9. ↑  ”Listplacering”. http://irishcharts.ie/search/placement?page=1&search_type=title&placement=Love+Grows. Läst 18 april 2021.
10. ↑  ”Listplacering”. https://www.bac-lac.gc.ca/eng/discover/films-videos-sound-recordings/rpm/Pages/image.aspx?Image=nlc008388.3802&URLjpg=http%3a%2f%2fwww.collectionscanada.gc.ca%2fobj%2f028020%2ff4%2fnlc008388.3802.gif&Ecopy=nlc008388.3802. Läst 18 april 2021.
11. ↑  ”Listplacering”. http://dutchcharts.nl/showitem.asp?interpret=Edison+Lighthouse&titel=Love+Grows+%28Where+My+Rosemary+Goes%29&cat=s. Läst 22 maj 2011.
12. ↑  ”Listplacering”. http://norwegiancharts.com/showitem.asp?interpret=Edison+Lighthouse&titel=Love+Grows+%28Where+My+Rosemary+Goes%29&cat=s. Läst 22 maj 2011.
13. ↑  ”Listplacering”. Arkiverad från originalet den 5 november 2018. https://web.archive.org/web/20181105012213/http://www.flavourofnz.co.nz/index.php?qpageID=search%20listener&qartistid=773#n_view_location. Läst 18 april 2021.
14. ↑  ”Edison Lighthouse Chart History” (på engelska). The Official UK Charts Company. https://www.officialcharts.com/artist/13907/edison-lighthouse/. Läst 18 april 2021.
15. ↑  Hallberg, Eric (1993). Kvällstoppen i P3 (1:a uppl.). ISBN 91-630-2140-4
16. ↑  Hallberg, Eric (1998). Tio i topp - med de utslagna på försök 1961-74 (1:a uppl.). ISBN 91-972712-5-X
17. ↑  ”Listplacering”. http://www.rock.co.za/files/springbok_top_20_(E).html. Läst 18 april 2021.
18. ↑  ”Listplacering”. https://www.billboard.com/charts/hot-100/1970-04-18. Läst 18 april 2021.
19. ↑  ”Listplacering”. https://www.ultratop.be/fr/song/4fc7/Edison-Lighthouse-Love-Grows-(Where-My-Rosemary-Goes). Läst 18 april 2021.
20. ↑  ”Charts Surfer – Söktjänst”. http://www.charts-surfer.de/. Läst 18 april 2021.